# Villegaudin
Villegaudin ist eine französische Gemeinde mit 218 Einwohnern (Stand 1. Januar 2022) im Département Saône-et-Loire in der Region Bourgogne-Franche-Comté (vor 2016 Bourgogne). Sie gehört zum Arrondissement Chalon-sur-Saône und zum Kanton Ouroux-sur-Saône (bis 2015 Saint-Martin-en-Bresse). Die Einwohner werden Villegaudinois genannt.

## Geographie
Villegaudin liegt etwa zwanzig Kilometer östlich von Chalon-sur-Saône in der Naturlandschaft Bresse. Das Gemeindegebiet wird vom Fluss Cosne d’Épinossous durchquert, der hier den See Étang de Villegaudin bildet. Umgeben wird Villegaudin von den Nachbargemeinden Saint-Martin-en-Bresse im Norden und Westen, Serrigny-en-Bresse im Norden und Nordosten, Mervans im Osten sowie Diconne im Süden.

## Bevölkerungsentwicklung
| Jahr                      | 1962 | 1968 | 1975 | 1982 | 1990 | 1999 | 2006 | 2013 |
| Einwohner                 | 149  | 123  | 103  | 102  | 113  | 108  | 157  | 207  |
| Quelle: Cassini und INSEE |      |      |      |      |      |      |      |      |

## Sehenswürdigkeiten
- Kirche Notre-Dame-de-l’Assomption

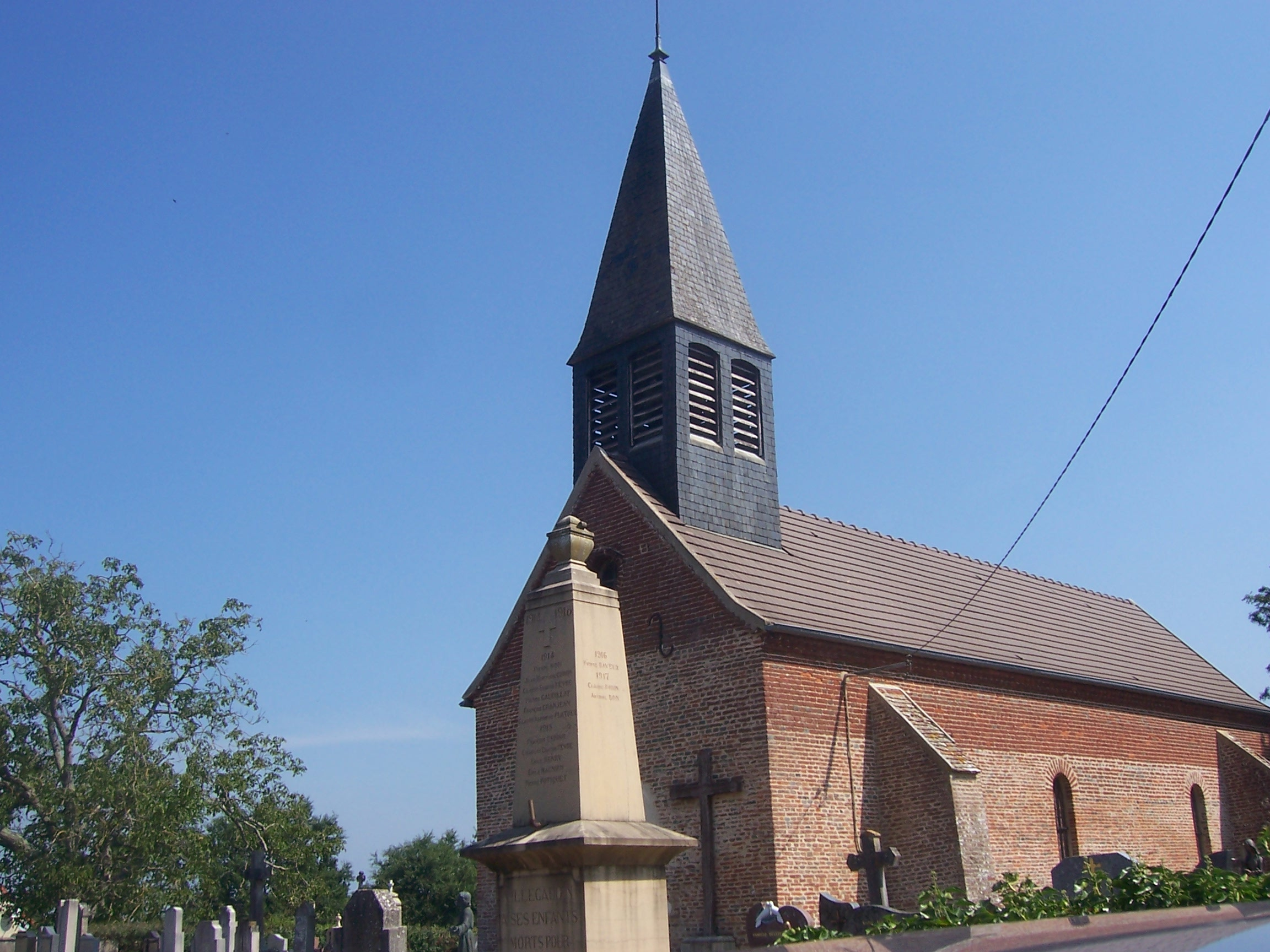
Kirche Notre-Dame-de-l’Assomption

- Burg Le Marche aus dem 12. Jahrhundert